# Фазолис, Диего
Диего Фазо́лис, также Фасолис (итал. Diego Fasolis; род. 19 апреля 1958, Лугано) — швейцарский дирижёр, органист, клавесинист. Крупный представитель движения аутентичного исполнительства (HIPP). Специализируется на музыке западноевропейского барокко.

## Очерк биографии и творчества
Закончил Цюрихскую консерваторию (с 1999 входит в состав Высшей школы искусств), где учился игре на органе (Erich Vollenwyder), фортепиано (Jürg Vintschger), вокалу (Carol Smith) и хоровому дирижированию (Klaus Knall). В 1980-х гг. стажировался как органист в Париже у Гастона Литеза и в Кремоне у Михаила Радулеску. Концертировал как органист (в том числе, исполнял все органные сочинения Мендельсона и Листа). С 1986 ассистент дирижёра и хорист, с 1993 руководитель хора италоязычного отделения Швейцарского радио и телевидения (Radiotelevisione Svizzera di lingua italiana, RSI) в Лугано. С этим хоровым коллективом исполнил (в собственной редакции) и записал мадригальные комедии А.Банкьери «Праздник широкой Масленицы», «Музыкальная мешанина» (обе в 1995), «Лодка из Венеции в Падую» (видео), сочинения К.Монтеверди, Дж.Кариссими, Д.Букстехуде, И.С.Баха, А.Вивальди, Г.Ф.Генделя, Б.Галуппи, Ф.-Ж.Госсека и др. Реже исполнял (с тем же хором) музыку Ренессанса (мессы и мотеты Палестрины, Зенфля).
С 1998 — художественный руководитель барочного оркестра «I Barocchisti» (при Швейцарском радио и телевидении), с которым работает и гастролирует поныне. Общественный резонанс среди прочих получили исполнения под управлением Фазолиса опер «Агнесса» Ф.Паэра (современная премьера; Лугано, 2008), «Фарамонд» Г.Ф.Генделя (2009) и «Артаксеркс» Л.Винчи (2012), компакт-диск и концертная программа (с Ч.Бартоли) «Санкт-Петербург» (2014). Компакт-диск «Stabat mater» Перголези (вокалисты Ф.Жаруски и Ю.Лежнева) заслужил награду критиков International Classical Music Awards (2014, категория «барочный вокал»). Среди других записей — оперы «Дорилла в Темпейской долине» Вивальди (Naïve, 2017) и «Орфей и Эвридика» Глюка (Erato, 2018).
В связи со спецификой работы Фазолиса некоторые его выступления с хором и оркестром «I Barrocchisti» были организованы как теле- и радиотрансляции RSI и на CD / DVD официально не издавались.
Как дирижёр, гастролировал в престижных оперных театрах: миланском «Ла Скала» (с 2016; организовал при театре «барочный оркестр), парижском Театре на Елисейских полях», опере Лозанны. Выступал как приглашённый дирижёр с Барочным оркестром Севильи, венским Concentus Musicus и др. Неоднократный участник Зальцбургского фестиваля (впервые в 2013 с ораторией Йоммелли «Isacco figura del Redentore», в 2015 дирижировал постановкой «Ифигении в Тавриде» К.В.Глюка). В 2016 впервые гастролировал в России (с Ч. Бартоли).